# Аргентина (площа)
35°44′13″ пн. ш. 51°24′56″ сх. д. / 35.737083333333° пн. ш. 51.415416666667° сх. д.
Площа Аргентини, перською мовою звучить як Аржантин (перс. آرژانتین, і іноді іноземними мовами називається так само — одна з площ столиці Ірану Тегерана. Названа на честь держави Аргентина, на знак дружби між Іраном та Аргентиною. Знаходиться у центрі міста, на історичному районі під неофіційною назвою Юсефабад. Навколо площі розташовано безліч посольств іноземних держав, офісів найбільших компаній та підприємств, банків, медичних центрів та лікарень. 
Також біля площі розташовано одну з найбільших автобусних зупинок центру міста — Бейхагі. Поруч із площею також розташовані один із найбільших супермаркетів Тегерана — «Shahrvand», а також великий європейський універмаг «Hiland». На південь від площі проходить вулиця Бухарест, названа на честь столиці Румунії. Найближчі станції тегеранського метро до площі Арджентін: "Мосалла", "Хеммат", "Бехешті", "Мірзає Ширазі".